# Andrea Giocondi
Andrea Giocondi (né le 17 janvier 1969 à Tivoli) est un athlète italien, spécialiste du demi-fond.

## Biographie
Andrea Giocondi prend part aux Jeux paralympiques d'été de 2012 en tant que guide de l'athlète non-voyante italienne Annalisa Minetti. Ils terminent 3e du 1 500 mètres dans la catégorie T11/T12, avec en prime le record du monde dans la catégorie T11 en 4 min 48 s 88,.
Au niveau national, Andrea Giocondi a remporté les championnats d'Italie en plein air sur 800 mètres en 1996 et 2001. En salle, il s'est imposé sur 800 mètres en 1999, et sur 1 500 mètres en 1996.

### Palmarès
| Date | Compétition           | Lieu     | Résultat | Épreuve | Performance   |
| ---- | --------------------- | -------- | -------- | ------- | ------------- |
| 1995 | Championnats du monde | Göteborg | 7e       | 800 m   | 1 min 47 s 78 |
| 1995 | Universiade           | Fukuoka  | 2e       | 1 500 m | 3 min 47 s 11 |

### Records
| Épreuve      | Épreuve      | Performance   | Lieu       | Date            |
| ------------ | ------------ | ------------- | ---------- | --------------- |
| 800 mètres   | En plein air | 1 min 44 s 78 | Zurich     | 14 août 1996    |
| 800 mètres   | En salle     | 1 min 47 s 43 | Birmingham | 15 février 1998 |
| 1 500 mètres | En plein air | 3 min 38 s 90 | Rieti      | 28 août 1994    |